# Forças Armadas Revolucionárias do Saara
Forças Armadas Revolucionárias do Saara (em francês:  Forces armées révolutionnaires du Sahara, FARS) é um grupo armado tubu formado na década de 1990 no Níger.

## Histórico
As Forças Armadas Revolucionárias do Saara foram formadas na década de 1990. Lideradas por Barka Wardougou, reivindicam o desenvolvimento das regiões das províncias de Kawar e Manga, localizadas nas regiões de Agadez e Diffa, e participam de uma rebelião contra o Níger. O movimento depôs as armas em 1997, durante o Acordo de Argel.
Entretanto, o grupo militante tubu nigerino, presumivelmente com intenções separatistas, sequestrou dois turistas italianos em agosto de 2006. Boubakar Mohamed Sogoma, etnicamente tubu, era um comandante das FARS em 2008.